# Alois Nebel
Alois Nebel é um filme de drama tcheco de 2011 dirigido e escrito por Tomáš Luňák e Jaroslav Rudiš. Foi selecionado como representante da República Tcheca à edição do Oscar 2012, organizada pela Academia de Artes e Ciências Cinematográficas.

## Elenco
- Miroslav Krobot - Alois Nebel
- Marie Ludvíková - Květa
- Leoš Noha - Wachek
- Karel Roden
- Alois Švehlík - Wachek
- Ondřej Malý - Olda
- Jan Sedal - Šokin
- Tereza Voříšková - Dorothe
- Marek Daniel - psiquiatra
- Simona Babčáková - Berta
- Ivan Trojan